# Breg, Suha
Breg (nemško Hart) je naselje v Občini Suha v Okraju Velikovec na Koroškem v Avstriji.